# ماهیگیری پیشه‌وری

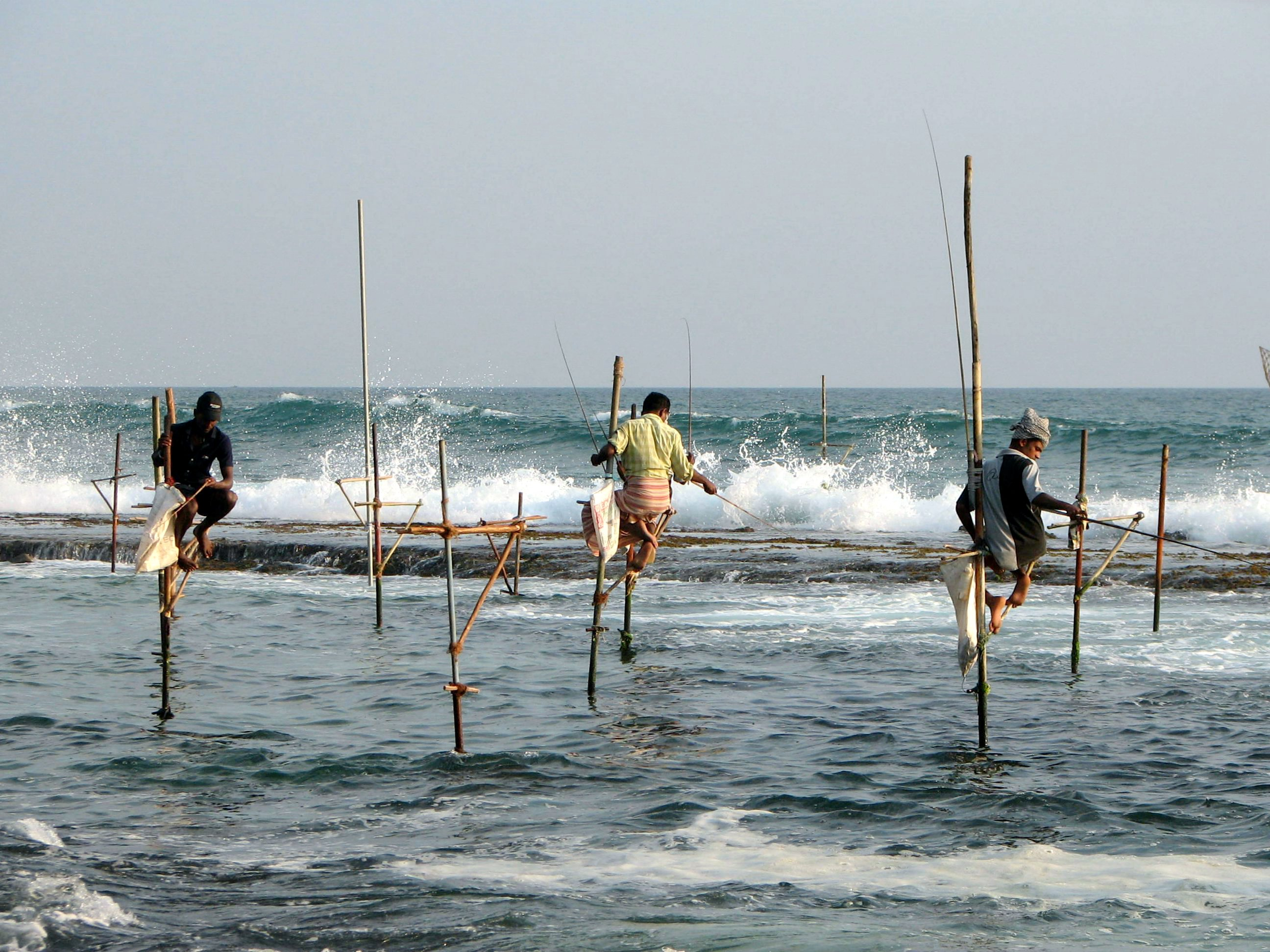
ماهیگیران رکابی، سریلانکا

ماهیگیری پیشه‌وری (به انگلیسی: Artisanal fishing) (یا ماهیگیری سنتی / معیشتی) شامل روش‌های مختلف ماهیگیری در مقیاس کوچک، با تکنولوژی کم، با سرمایه کم است که توسط ماهیگیران منفرد انجام می‌شود (برخلاف ماهیگیری تجاری). بسیاری از این خانواده‌ها از گروه‌های قومی ساحلی یا جزیره‌ای هستند. این خانواده‌ها سفرهای ماهیگیری کوتاه (به‌ندرت یک‌شبه) را در نزدیکی ساحل انجام می‌دهند. محصولات آنها معمولاً فرآوری نمی‌شود و عمدتاً برای مصرف محلی است. ماهیگیری پیشه‌وری از تکنیک‌های ماهیگیری سنتی مانند چوب و دکل، تیر و زوبین ماهیگیری، تورهای ریخته‌شده و قایق‌های ماهیگیری سنتی کوچک (در صورت وجود) استفاده می‌کند. به همین دلیل، وضعیت اجتماعی-اقتصادی جامعه ماهیگیری پیشه‌وری در سال‌های اخیر مورد توجه مسئولان قرار گرفته است.
ماهیگیری پیشه‌وری ممکن است به دلایل تجاری و معیشتی انجام شود. این روش با شیوه‌های ماهیگیری تجاری نوین در مقیاس بزرگ در تضاد است، زیرا اغلب نسبت به ماهیگیری صنعتی نوین، ضایعات کمتر و استرس کمتری بر جمعیت ماهی دارد. هدف 14.b از اهداف ۱۴ توسعه پایدار برای ارائه حقوق دسترسی به ماهیگیران پیشه‌وری در منابع و بازارهای دریایی کار می‌کند.